# زلیخا

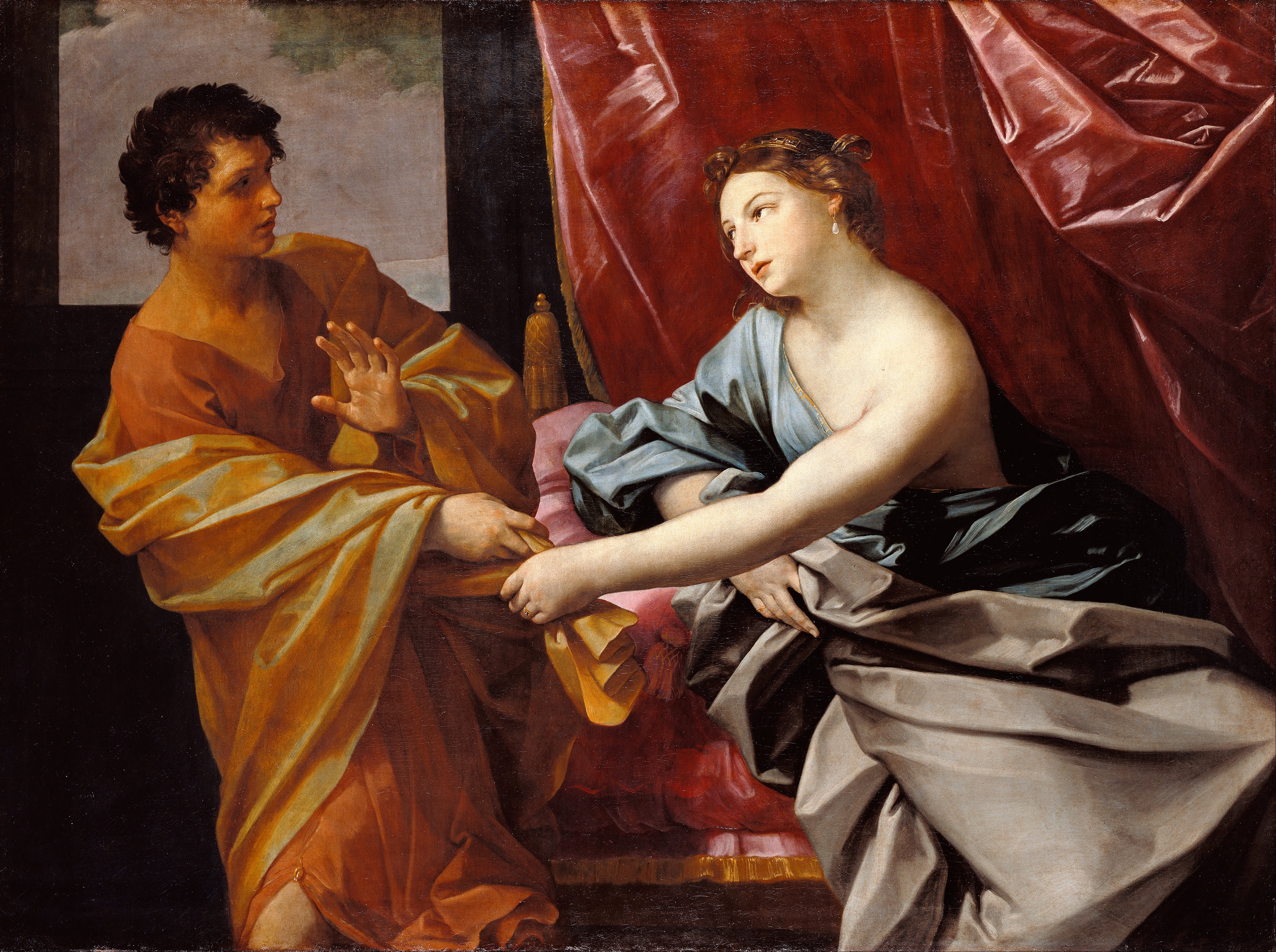
نقاشی یوسف و همسر پوتیفار اثر گیدو رنی

زُلِیخا شخصیتی در ادبیات دینی یهودیت و اسلام است. او همسر پوتیفار بود که طبق منابع اسلامی، پس از مرگ همسرش با یوسف ازدواج کرد. در روایت کتاب مقدس، همسر پوتیفار تلاش کرد با یوسف هم‌خواب شود اما یوسف در برابر خواسته او مقاومت کرد. همسر پوتیفار نیز برای انتقام، نزد همسرش به یوسف تهمت زد و ارباب خانه یوسف را به زندان انداخت و یوسف با زندانیان پادشاه هم‌بند شد. این شخصیت در سفر پیدایش نامی ندارد، اما در حدیث‌های اسلامی و منابع یهودی سده‌های میانه به‌نام زُلِیخا مشهور است.
همسر پوتیفار در متون آگادا نمونهٔ زن بت‌پرست بدکار است. ماجرای یوسف و زن پوتیفار، در این متون گسترش پیدا کرده تا در موعظه‌ها در مورد درستکاری جنسی از آن استفاده شود؛ مثلاً گفته شده که او کلمات بی‌شرمانه‌ای به کار می‌برد و قصد داشت شوهرش را بکشد تا بتواند با یوسف ازدواج کند. تمام نقشه‌هایش بی‌ثمر شدند و هرچه گریه کرد سودی نبخشید. با این حال، گروهی از ربی‌ها همچنین معتقد بودند یوسف در آستانهٔ وسوسه شدن بود، اما چون تصویر پدر یا مادرش را دید بازداشته شد.
در قرآن، داستان تلاش همسر عزیز مصر برای رابطه با یوسف بازگو شده و دلیل رد خواسته او توسط یوسف، دیدن «براهین پروردگارش» ذکر گردیده‌است. این اتفاق در کنار ماجرای حضور یوسف در مهمانی «زنان شهر»، منجر به زندانی شدنش می‌شود. مطابق قرآن، پس از افشای قصد همسر عزیز نسبت به یوسف و ملامت او از جانب زنان مصر، او مهمانی بزرگی ترتیب داد و زنان مصری را دعوت کرد و به هر یک چاقوی تیزی داد تا ترنجی را ببرند؛ در این هنگام یوسف را به اندرون فراخواند و زنان با مشاهده یوسف، جلب او شده و دست خویش را بریدند. قرآن پس از نقل این ماجرا، به گزارش آنچه بر یوسف در زندان افتاده‌است می‌پردازد. برپایهٔ آیات ۵۰ تا ۵۳ سورهٔ یوسف، زلیخا اعتراف می‌کند که در حق یوسف بدی کرده‌است. این را پیشتر افرایم سوری (درگذشته ۳۷۳ میلادی) در تفسیر خود بر سفر پیدایش نوشته‌است. منابع اسلامی روایتی را گزارش می‌کنند که برپایهٔ آن، زلیخا پس از سال‌ها درد هجران یوسف، در نهایت به یوسف رسیده و به نکاح او در می‌آید.
بخش رابطهٔ یوسف و همسر پوتیفار، به یکی از داستان‌های عامیانه مصر باستان شبیه است. این قصه که «داستان دو برادر» نام دارد، دربارهٔ دو برادر به نام‌های آنوبیس و بتا است. همسر برادر بزرگ‌تر تلاش می‌کند با برادرشوهرش رابطه داشته باشد، اما وقتی پیشنهادش رد می‌شود برادر شوهرش را به تلاش برای رابطه با خود متهم می‌کند. دو خدای مصری به نام‌های آنوبیس و بتا نیز وجود دارد. این داستان بر روی یک پاپیروس، از سال ۱۲۲۵ پ.م یافت شده‌است. روایت اسلامی (قرآنی و غیرقرآنی) داستان یوسف، به نوع خود بر روایت داستان در محافل مسیحی و یهودی در قرون بعد از اسلام تأثیرگذار بوده‌است. یکی از مضامین داستان، تلاش همسر عزیز مصر برای رابطه با یوسف و متهم کردن او است، که مضمونی رایج در ادبیات عامیانهٔ جهان است.
ادیبان و هنرمندان مسلمان، به ماجرای یوسف و همسر پوتیفار (برپایهٔ نسخهٔ موجود در قرآن) توجه نشان داده‌اند. مثلاً معروف‌ترین اثر جامی به نام یوسف و زلیخا از همین قبیل است. این آثار در اندلس اسلامی نیز محبوب بودند و وارد ادبیات اسپانیایی-مسیحی هم شدند. یهودیان اسپانیایی نیز سنت روایی خودشان را برای بازگویی ادبی و هنری قصه یوسف داشتند. رابطه یوسف و همسر پوتیفار نیز مورد توجه فیلم‌سازان بوده‌است؛ یوسف و زلیخا (۱۳۴۷) از مهدی رئیس‌فیروز دومین فیلم پرفروش سال ۱۳۴۷ ایران شد. سریال یوسف پیامبر (۱۳۸۷) از فرج‌الله سلحشور نیز به سرگذشت یوسف پرداخته‌است. این سریال در ایران جنجال‌برانگیز شد زیرا با اتهام ترویج چندزنی روبه‌رو گردید. کارگردان گفت تنها مقصود سازندگان سریال «بیان سند تاریخی» بوده‌است.